# 聖馬里亞 (博亞卡省)
3°00′N 75°42′W / 3.000°N 75.700°W

聖馬里亞（西班牙語：Santa María），是哥倫比亞的城鎮，位於該國東北部博亞卡省，面積326平方公里，距離通哈160公里，海拔高度850米，2005年人口4,498，人口密度每平方公里13.8人。